# 俊达萌
俊达萌是东北俊子、俊达萌Project中的一名角色，由江户村Ninico（江戸村ににこ）作造型设计，由伊藤由奈配音。俊达萌是毛豆麻糬妖精，能化身成东北俊子的武器豆打箭（暂译）。

## 特征
俊达萌原本是东北俊子的武器豆打箭，一次意外变成了会说话的女性精灵，会散发毛豆泥的香气，曾被俊子误以为是香薰机，喜欢任何有关毛豆麻糬的东西，梦想进一步普及毛豆麻糬，口头禅是句末语气词「nanodaa」（なのだー）。俊达萌拥有两种形态，一个是最初登场的原型，一个是伴随俊达萌ITA语料库公布的人型，原型俊达萌是精灵形态，头大身子小，双足站立，身体毛发是代表麻糬的白色，耳朵、头顶和尾巴是代表毛豆泥的浅绿色，四肢泛红且没有指头，眼睛豆豆大小，耳朵像豆荚，尾巴像未出叶的豆芽，嘴巴是像兔子的三瓣嘴。人型俊达萌是五头身少女的形态，有五指，原本头顶上浅绿毛发变成妹妹头，尾巴变成马尾，兽耳还在，眼睛变成东北俊子同款的黑渐黄大眼睛，嘴巴还是三瓣嘴，身穿白色短袖和深绿背带灯笼裤，脚踩深绿靴子。

## 登场

### 网络小说
俊达萌首次在东北俊子网络小说第49话「宝可梦在美国推广非常成功。首先分析为何未能持续推广。酷日本战略的因素。」（暂译）中被提及，中部Tsurugi和冲绳Awamo的意识进入东北俊子与九州Sora共同打造的麻糬梦世界（暂译）化身为麻糬梦大师，东北俊子向俩人告知通关游戏的条件是要么收服完三百多只麻糬梦要么收服到幻之麻糬梦「俊达萌」。在第65话「水果之假面○士怎么样？出乎意料地不错」（暂译）中，Awamo的鱼叉和北海道Melon的头盔碰撞出排球大小的光球，然后穿透九州Sora的身子飞出了学生辅导室，这时四国Metan在教室里等待着东北俊子回来，突然闻到只有俊子才散发出的毛豆泥香气，正要向前招呼，却看见的是俊达萌。在第66话「新的超级进化发现！它的名字是俊达萌！」（暂译，中，东北俊子在家里过生日，正想处理暗黑大将军送来的麻糬时，突然发现平时带在身上的豆打箭不见了，这时四国Metan、九州Sora和中国Usagi把俊达萌当做生日礼物带了过来，俊子毫不在意俊达萌显摆自己为幻之麻糬梦，俊达萌在俊子的质问下变回了豆打箭，令俊子感叹到是超级进化，Usagi对此解释道是之前的光球粘上了Sora存储的外观数据然后附着在豆打箭上面从而诞生了俊达萌。

### 语音库
2017年5月11日，俊达萌的Utau歌声库随东北俊子Project的动画电影《豆打地平线》上映而免费发布，收录D4、G4和C5音阶，规则为VCV。2021年6月17日，俊达萌的ITA语料库多模态数据库和Rohan 4600多模态数据库面开放接受开发者的研究申请。2021年8月1日，Hiho（Karuta）开发的文本转语音软件Voicevox免费发布，其中包含俊达萌的语音库。2022年8月1日，俊达萌的Neutrino歌声库免费发布，推荐节奏每分钟120至180拍，推荐音域在A3至D5之间，同时，俊达萌的Voicevox语音库补充耳语风格。2022年11月29日，俊达萌的语音重建软件Seiren Voice语音库发售。2023年1月13日，东北俊子的文本转语音软件Voicepeak语音库发售，附赠俊达萌的Voicepeak语音库。2024年6月20日，俊达萌的VoiSona歌声库和Cevio AI歌声库发售。

## 反响
俊达萌在公开之后便默默无闻，直到2021年，人类形态和Voicevox语音库的公布才迎来转机，Voicevox不仅可以免费使用，并且其合成的语音也可以免费用于商业性质，为内容创作者提供便利，此外，俊达萌在官方的描述中常常遭遇不幸，在爱好者的二次创作中也经常被描绘成一个受折磨的角色，甚至更为极端，从此俊达萌的二次创作作品在Niconico动画和Pixiv大增，俊达萌知名度和认知度直线上升，在2022年度的Net流行语100中位列第七位并获得Niconico大奖。